# Helge Fladby
Helge Fladby (* 8. Dezember 1894 in Oslo; † 18. Juli 1971 ebenda) war ein norwegischer Radrennfahrer.

## Sportliche Laufbahn
Fladby (in einigen Medien auch Flatby) war Teilnehmer der Olympischen Sommerspiele 1920 in Antwerpen. Beim Sieg von Harry Stenquist im olympischen Straßenrennen, belegte er den 28. Rang. Die norwegische Mannschaft mit Fladby, Paul Henrichsen, Olaf Nygaard und Thorstein Stryken kam auf den 8. Platz der Mannschaftswertung. 1917 hatte er den Königs-Pokal in Oslo gewonnen.

## Anmerkung
1. ↑  Das norwegische WP gibt Høland als Geburtsort an.

## Berufliches
Von Beruf war er Zimmermann.